# Chamula
Chamula (auch San Juan Chamula) ist ein Ort im mexikanischen Bundesstaat Chiapas und befindet sich im Zentrum des Staates nahe der Großstadt San Cristóbal de las Casas. Chamula ist der Verwaltungssitz des Municipio Chamula und mit etwa 3.300 Einwohnern gleichzeitig größter Ort des Municipios.
Chamula liegt auf 2.260 m ü. d. M.

## Wirtschaft
Die wichtigsten wirtschaftlichen Aktivitäten sind Subsistenz-Landwirtschaft und in jüngerer Zeit auch die Anfertigung von Handarbeiten zum Verkauf an Touristen.

## Tzotzil-Kultur

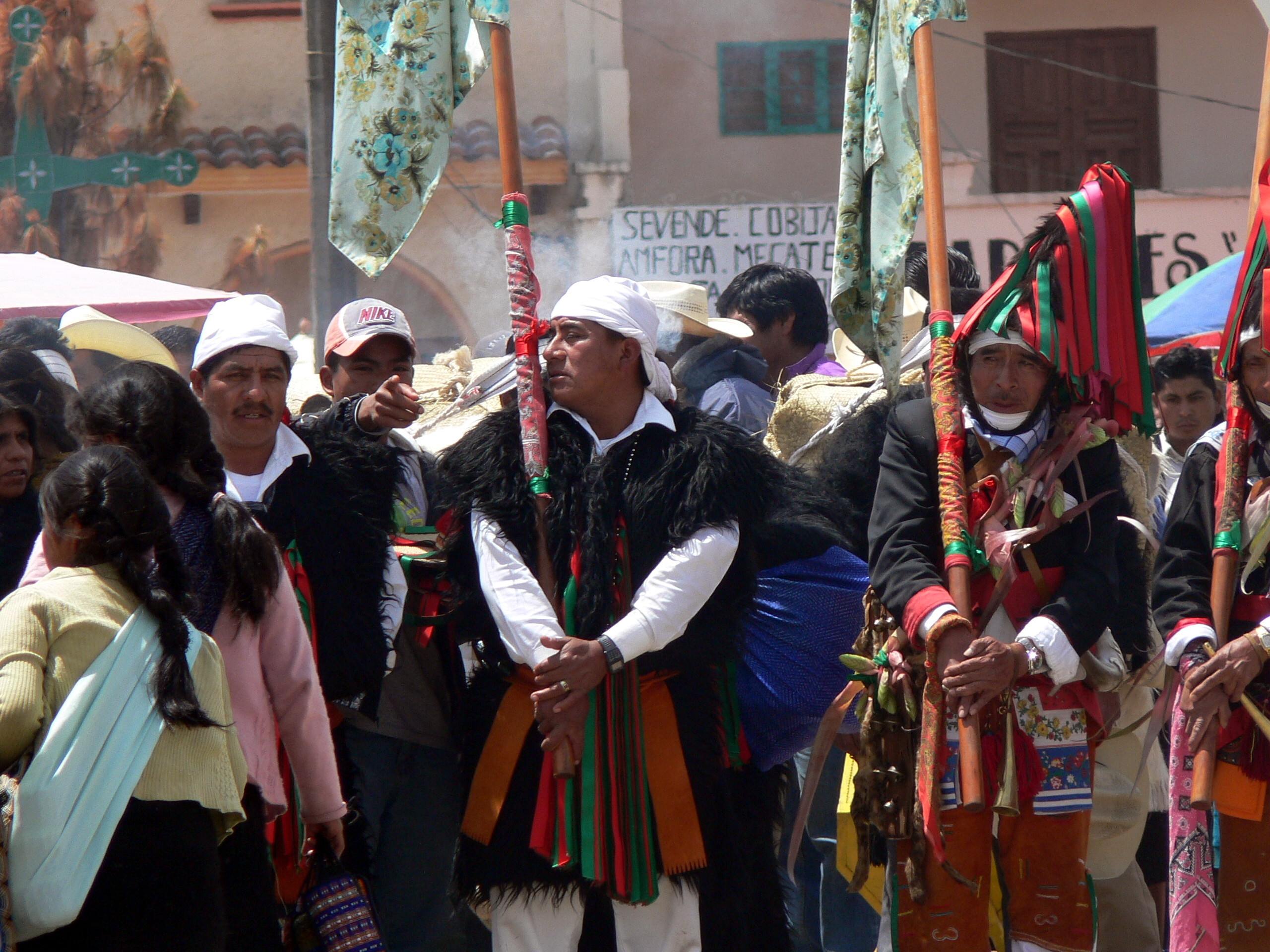
Einwohner Chamulas bei einer Prozession

Tzotzil-Handarbeiten

Die Einwohner von Chamula gehören dem Volk der Tzotzil (Ureinwohner und Nachfahren der Maya) an. Fast alle sprechen die indigene Tzotzil-Sprache und sehr viele sprechen kein Spanisch. Laut Volkszählung von 2010 sprachen im Municipio 69.475 von 69.796 Personen ab 3 Jahren, also 99,54 %, die indigene Sprache. 41.736 Personen oder 59,80 % sprachen kein Spanisch. Von allen 15.853 Kindern in Chamula zwischen 3 und 9 Jahren sprachen 15.699 oder 99,03 % ihre indigene Sprache, 14.242 dieser Kinder oder 89,84 % sprachen kein Spanisch.
Die Tzotzil von Chamula sind bekannt dafür, ihre traditionelle Kultur und Religion strikt gegen äußere Einflüsse zu verteidigen: wer z. B. aufgrund der häufigen missionarischen Aktivitäten der Zeugen Jehovas konvertiert, muss die Gemeinschaft verlassen. Ihr synkretistischer Glaube beinhaltet sowohl die Anbetung christlicher Heiliger als auch traditionelle Rituale, bei denen z. B. Krankheiten geheilt werden sollen. Ein Schamane oder eine Schamanin beschwört durch Rülpsen schädliche Geister (Dämonen), die nach der Vorstellung der Indianer einen Kranken befallen haben, in ein lebendes Huhn zu fahren, das anschließend getötet wird. Diese Zeremonien finden täglich in der katholischen Pfarrkirche statt, diese ist dem Patron Johannes der Täufer geweiht. Dabei wird traditionell ein selbstgebrannter Zuckerrohr-Schnaps namens Pox getrunken. In jüngerer Zeit werden auch kohlensäurehaltige Limonaden wie Coca-Cola, Sprite und Fanta bei diesen Zeremonien eingesetzt, diese erleichtern dem Schamanen das Rülpsen.
Die Kirche ist eine der wenigen noch erhaltenen Beispiele für die traditionellen Kirchenräume der indigenen Bevölkerung. Es gibt keine Kirchenbänke, der Boden ist mit Kiefernnadeln und Reisig bedeckt und an diversen Stellen finden Privatzeremonien statt. Touristen konnten Anfang der 1990er-Jahre die Kirche noch frei, heute jedoch gegen Eintrittsgeld besuchen. Im Innenraum herrscht striktes, überwachtes Fotografierverbot, vor allem auch deswegen, um die Teilnehmer der privaten Zeremonien zu schützen.

## Chamula und die indigene Revolution
1867 ging von der Ortschaft Chamula infolge der Unterdrückung einer religiösen Bewegung eine indigene Rebellion aus, die erst 1870 niedergeschlagen werden konnte.
Auch die 1994 von Guerillabewegung EZLN eingeleitete und siegreiche indigene Revolution nahm in Chamula ihren Anfang. Seitdem wird Chamula autonom verwaltet.
Am 23. Juli 2016 wurde Bürgermeister Domingo López González (und einer seiner Begleiter) von Unbekannten erschossen. Er hatte vor Demonstranten gesprochen.